# Torre Fortabat
La Torre Fortabat (o Edificio Fortabat) es una de las sedes corporativas que se encuentran frente a Puerto Madero, junto al conjunto Catalinas Norte. Se trató de uno de los primeros edificios de oficinas inteligentes de Buenos Aires.
Fue proyectada por los estudios Peralta Ramos (SEPRA), Beccar Varela SEPRA y Robirosa, Beccar Varela, Pasinato en 1991, y se construyó entre 1993 y 1995. El principal desafío fue aprovechar una estructura ya existente y abandonada inconclusa, agregándole pisos a través de una nueva estructura con cargas verticales independientes, alcanzando así la superficie necesaria para su nuevo usuario. Es una torre de categoría AAA, destacada por su red digital que controla las comunicaciones, la seguridad y los distintos niveles de oficinas. La distribución de las plantas es sencilla: en la planta baja se accede por entradas en tres de las cuatro fachadas de la torre, y el núcleo de circulación vertical ocupa el centro del edificio, junto con los sanitarios en los sucesivos pisos.
Pensada para unificar las distintas empresas del holding Fortabat (Loma Negra), su fachada se lució al momento de su inauguración por los vidrios reflectantes azulados importados de Mar del Plata. Se utilizaron distintos revestimientos de piedras como granito Azul Bahía y mármoles Blanco Sivek y Rosa Portugués, como detalles de lujo.
Otro elemento decorativo que embellece el acceso a la Torre Fortabat es una escultura realizada por el artista plástico Pérez Celis y titulada "Ángel Protector".